# Милен Матеев
Милен Илиев Матеев е български юрист и политик от „Продължаваме промяната“. Народен представител в XLVII народно събрание.

## Биография
Милен Матеев е роден на 15 януари 1970 г. в град Велико Търново, Народна република България. Завършва специалност „Право“ в СУ „Климент Охридски“. От 2000 г. работи като нотариус. Два мандата е бил заместник-председател на Апелативна колегия – Велико Търново на Нотариалната камара на Република България.
На парламентарните избори през ноември 2021 г. като кандидат за народен представител е 2-ри в листата на „Продължаваме промяната“ за 4 МИР Велико Търново, откъдето е избран.